# Emil Danneberg

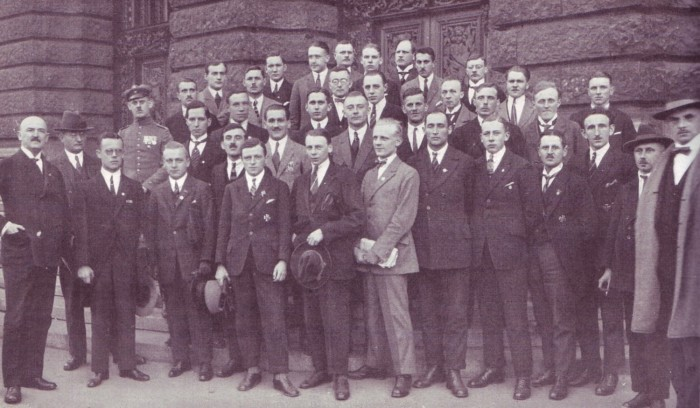
Emil Danneberg im Kreis der übrigen Angeklagten im „Kleinen Hitler-Prozess“, April 1924.

Robert Albert Emil Danneberg (* 2. September 1896 in Halle an der Saale; † 1965 in Neuwied) war ein deutscher nationalsozialistischer Aktivist.

## Leben
Danneberg, der von Hause aus Kaufmann war, war ein Sohn des Kaufmanns Albert Emil Karl Danneberg und seiner Ehefrau Friederike Martha geb. Franke.
Nach der Teilnahme am Ersten Weltkrieg begann Danneberg sich in Kreisen der radikalen politischen Rechten zu engagieren. Im Sommer 1923 trat er in München in den Stoßtrupp Adolf Hitler ein, eine unter paramilitärischen Vorzeichen organisierte persönliche Leibwache des Chefs der NSDAP, mit der er am 8. und 9. November 1923 am Hitlerputsch teilnahm. Nach der Niederschlagung des Putsches wurde Danneberg in Haft genommen.
Im April 1924 wurde Danneberg im Rahmen des Hitler-Prozesses gegen 40 Angehörige des Stoßtrupps vor dem Münchener Volksgericht zu einer Strafe von 15 Monaten Festungshaft mit der Aussicht auf vorzeitige Entlassung verurteilt. Zu diesem Zweck wurde er in die Festung Landsberg verbracht, wo er die Gefangenschaft mit Adolf Hitler, Rudolf Heß, Hermann Kriebel, Friedrich Weber und 21 weiteren Stoßtruppmännern teilte.
Nach seiner Freilassung und der Neugründung der NSDAP im Frühjahr 1925 trat Danneberg der Partei zum 4. September 1925 erneut bei (Mitgliedsnummer 17.765). Im selben Jahr übernahm er den Posten des Führers des Landesverbandes Bayern-Süd des Wehrwolfs.
1926 schickte Hitler Danneberg von München mit dem Auftrag nach Halle an der Saale, die Verhältnisse im dortigen Gau Halle-Merseburg zu ordnen. Als Leiter der NSDAP-Ortsgruppe in Halle – die damals praktisch den ganzen, noch sehr kleinen, Gau umfasste – war er maßgeblich an der Entfernung des seit 1925 amtierenden Gauleiters Walter Ernst und der Installierung von Paul Hinkler als dessen Nachfolger beteiligt. Im Verlauf der folgenden heftigen Konflikte zwischen Hinkler und Danneberg, den beiden „starken“ Männern der NSDAP in Halle-Merseburg, wollte schließlich Danneberg Hinkler gerichtlich belangen. Da es Mitgliedern der NSDAP gemäß den Statuten der Partei verboten war, Verfahren gegen andere Parteimitglieder vor ordentlichen Gerichten auszutragen, entschied Danneberg sich im Juli 1926 dazu – um Hinkler dennoch belangen zu können –, aus der Partei auszutreten, zum 13. August wurde der Austritt vollzogen. Aus finanziellen Gründen konnte Danneberg letzten Endes das von ihm eingeleitete Verfahren gegen Hinkler nicht zu Ende führen.
Zusammen mit einigen Anhänger gründete Danneberg im Juli 1926 den Nationalsozialistischen Kameradschaftsbund, der jedoch nur geringe Bedeutung erlangte und schließlich einging. Aufgrund seiner Differenzen mit Hinkler sowie aufgrund des Misserfolges des Kameradschaftsbundes zog der als „dickköpig“ geltende Danneberg sich um 1927/1928 aus persönlicher Kränkung und Verärgerung aus der Politik zurück.
Hitler hatte Danneberg eine Ausgabe von Mein Kampf geschenkt und „in Erinnerung an unsere gemeinsame Gefangenschaft“ zugeeignet. 2006 wurde sie für 22.000 Pfund Sterling versteigert.

## Ehe und Familie
Am 28. März 1922 heiratete Danneberg in München in erster Ehe Gisela Garkowski (* 2. März 1901 in Nürnberg).
Zum zweiten Mal heiratete Danneberg am 18. August 1944.